# Sassá (labdarúgó, 1988)
Jefferson Gomes de Oliveira, becenevén Sassá (Rio de Janeiro, 1988. január 26. –) brazil labdarúgó.

## Pályafutása
Sassát 2010-ben igazolta le az akkor portugál élvonalbeli Vitória csapata, ahol 2013-ig játszott. 2013 és 2018 között Sassá megfordult Brazíliában, Dél-Koreában és Jordániában is. 2018 nyarán igazolta le őt a Kisvárda FC csapata.